# Saxnäs
Saxnäs is een plaats in de gemeente Vilhelmina in het landschap Lapland en de provincie Västerbottens län in Zweden. De plaats heeft 127 inwoners (2005) en een oppervlakte van 41 hectare. De plaats ligt aan het langgerekte meer Kultsjön en aan het meer Stensjön en wordt omringd door naaldbos. Er is een jeugdherberg in de plaats te vinden, ook is er houten kerk afkomstig uit 1959.
Bestuurscentrum: Vilhelmina (Tätort)
Småort: Bäsksele · Dikanäs · Klimpfjäll · Latikberg · Laxbäcken · Lövliden · Malgovik · Meselefors · Nästansjö · Saxnäs · Skansholm · Storseleby
Overig: Aronsjö · Fatmomakke · Kittelfjäll · Siksjönäs · Stalon · Strömnäs · Svannäs